# Ballia
Ballia là một thành phố và là nơi đặt ban đô thị (municipal board) của quận Ballia thuộc bang Uttar Pradesh, Ấn Độ.

## Địa lý
Ballia có vị trí 28°12′B 79°22′Đ / 28,2°B 79,37°Đ Nó có độ cao trung bình là 159 mét (521 foot).

## Nhân khẩu
Theo điều tra dân số năm 2001 của Ấn Độ, Ballia có dân số 102.226 người. Phái nam chiếm 54% tổng số dân và phái nữ chiếm 46%. Ballia có tỷ lệ 65% biết đọc biết viết, cao hơn tỷ lệ trung bình toàn quốc là 59,5%: tỷ lệ cho phái nam là 70%, và tỷ lệ cho phái nữ là 59%. Tại Ballia, 11% dân số nhỏ hơn 6 tuổi.